# エーボリ
エーボリ（伊: Eboli）は、イタリア共和国カンパニア州サレルノ県にある、人口約40,000人の基礎自治体（コムーネ）。

## 名称
日本語文献では「エボリ」と表記されることもある。

## 地理

### 位置・広がり

#### 隣接コムーネ
隣接するコムーネは以下の通り
- アルバネッラ
- バッティパーリア
- カンパーニャ
- カパッチョ＝ペストゥム
- オレーヴァノ・スル・トゥシャーノ
- セッレ

## 行政

### 分離集落
エーボリには、以下の分離集落（フラツィオーネ）がある。
- Cioffi, Corno d'Oro, Santa Cecilia